# Rotger von Ramsberg
Rotger von Ramsberg (* im 14. Jahrhundert; † im 14. Jahrhundert) war ein römisch-katholischer Geistlicher und Domherr in Osnabrück und Münster.

## Leben
Rotger von Ramsberg entstammte dem Geschlecht der Herren von Ramsberg (Ritterstand) und war der Sohn des Ritters Gerhard von Ramsberg. Angaben über seine Mutter gibt es nicht. In den Jahren 1337 bis 1344 war er Kanoniker im Kollegiatstift St. Martini in Münster und bis 1373 Domherr in Münster. Auf Betreiben des Grafen von Solms, dessen Sohn von Rotger unterrichtet worden war, erhielt er am 11. Oktober 1345 eine päpstliche Zusage auf ein Domkanonikat in Osnabrück. Er war Subdiakon und im Besitze des Archidiakonats in Lünen. Sein Bruder Lubbert war Domherr und Offizial in Münster.